# Steven O'Donnell
Steven O'Donnell (nacido el 19 de mayo de 1963 en Oldham) es un actor inglés.
Antes de que O'Donnell se convirtiera en actor, pasó cinco años trabajando en el Hospital Charing Cross como director científico en un laboratorio médico. Ha aparecido en varias comedias con Rik Mayall, incluidas The Comic Strip, Bottom, y la película Guest House Paradiso. También protagonizó diversos anuncios en el Reino Unido para Sega a mediados de los años 1990, para sistemas como Mega Drive, Master System y Game Gear.

## Filmografía

### Televisión
| Año       | Título                                         | Papel                 |
| --------- | ---------------------------------------------- | --------------------- |
| 1985      | There Must Be an Angel (Playing with My Heart) | Ángel cantante        |
| 1986-1989 | The Bill                                       | Varios                |
| 1988–2005 | The Comic Strip Presents...                    | Varios                |
| 1989      | Young, Gifted and Broke                        | Bolton                |
| 1991–1995 | Bottom                                         | Spudgun               |
| 1993      | Lovejoy                                        | Frankie               |
| 1993      | Minder                                         | Barry 'Barrel' Powell |
| 1995      | How to Be a Little Sod                         | Father                |
| 2001      | So What Now?                                   | Stuart                |
| 2002      | Silent Witness                                 | Tosh Ridley           |
| 2003      | Foyle’s War                                    | Henry Jamieson        |
| 2004      | Shameless                                      | Bailiff               |
| 2004–2006 | Help! I'm a Teenage Outlaw                     | Capitán Watt          |
| 2005–2007 | TittyBangBang                                  | Body Guard            |
| 2010      | Doctors                                        | Ivor Juggins          |
| 2011      | Holby City                                     | Graham Calder         |
| 2011      | The Hunt for Tony Blair                        | Donny Rumsfeld        |
| 2014      | Badults                                        | Gary                  |
| 2015      | Ballot Monkeys                                 | Mick                  |

### Cine
| Año  | Título                                  | Papel                            |
| ---- | --------------------------------------- | -------------------------------- |
| 1984 | One Night at the Tables                 | Steve                            |
| 1985 | One for My Baby                         | George                           |
| 1986 | London's Burning: The Movie             | Dueño de tienda de videos        |
| 1988 | Paperhouse                              | Dustman                          |
| 1988 | Without a Clue                          | Henry el Bartender               |
| 1989 | Great Balls of Fire!                    | Heckler No. 2                    |
| 1991 | The Pope Must Die                       | Rico                             |
| 1992 | Far and Away                            | Colm                             |
| 1997 | Bring Me the Head of Mavis Davis        | Lenny                            |
| 1997 | Spice World                             | Jess                             |
| 1997 | The Trick                               | Judge                            |
| 1998 | Martha, Meet Frank, Daniel and Laurence | Oficial de información masculino |
| 1998 | Shakespeare in Love                     | Lambert                          |
| 1999 | Guest House Paradiso                    | Chef Lardy Barsto                |
| 2000 | Kevin &amp; Perry Go Large              | Big Baz                          |
| 2001 | A Knight's Tale                         | Simon                            |
| 2004 | Churchill: The Hollywood Years          | Goering                          |
| 2007 | Finding Rin Tin Tin                     | Johnson                          |
| 2008 | The Cottage                             | Andrew                           |
| 2011 | Conan el Bárbaro                        | Lucius                           |
| 2014 | The Hooligan Factory                    | Old Bill                         |
| 2015 | Scottish Mussel                         | Gavin                            |